# Lloyd Ruby
Pas d'image ? Cliquez ici
Lloyd Ruby, né le 12 janvier 1928 et mort le 23 mars 2009 à Wichita Falls au Texas, était un pilote automobile américain.

## Biographie
Issu des rangs des courses de midget, Lloyd Ruby a effectué l'essentiel de sa carrière dans le championnat monoplace USAC, auquel il a participé de 1960 à 1977, remportant un total de sept succès. Lors de cette période, il a pris le départ de 18 éditions des 500 miles d'Indianapolis avec comme meilleur résultat une troisième place en 1964.
Ruby a participé à deux épreuves du championnat du monde des pilotes : les 500 miles d'Indianapolis 1960 (classé 7e), ainsi que le Grand Prix des États-Unis de Formule 1 1961 sur une Lotus-Climax privée (abandon).
Même s'il est surtout connu pour la longévité de sa carrière dans les épreuves de monoplace, c'est en endurance que Ruby a conquis ses victoires les plus prestigieuses. Associé au britannique Ken Miles, il a notamment remporté en 1966 les 24 Heures de Daytona et les 12 Heures de Sebring.

## Résultats en championnat du monde de Formule 1
| Saison | Écurie           | Châssis              | Moteur                     | Pneus     | GP disputés | Points inscrits | Classement |
| ------ | ---------------- | -------------------- | -------------------------- | --------- | ----------- | --------------- | ---------- |
| 1960   | J Frank Harrison | Watson Indy Roadster | Offenhauser 4 en ligne     | Firestone | 1           | 0               | n.c.       |
| 1961   | J.C. Agajanian   | Lotus 18             | Coventry Climax 4 en ligne | Dunlop    | 1           | 0               | n.c.       |